# Szymon Goldberg
Pour les articles homonymes, voir Goldberg.
Szymon Goldberg, né le 1er juin 1909 à Włocławek et mort le 19 juillet 1993 à Toyama, est un violoniste et chef d'orchestre né polonais et naturalisé américain en 1953.

## Biographie
Szymon Goldberg naît à Włocławek, dans la Pologne du Royaume du Congrès, sous influence Russe. Goldberg joue du violon enfant à Varsovie où il grandit. Son premier professeur est Henryk Czaplinski, un élève du violoniste tchèque Otakar Ševčík ; son second est Mieczysław Michałowicz, lui-même élève de Leopold Auer. En 1917, à l'âge de huit ans, il se rend à Berlin pour étudier avec le grand pédagogue Carl Flesch. Il a aussi été l'élève de Josef Wolfsthal.
Après un premier récital à Varsovie en 1921 et ses débuts avec la Philharmonie de Berlin en 1924 à quinze ans, où il joue trois concertos (Bach, Joachim et Paganini), il est engagé comme konzertmeister de la Philharmonie de Dresden de 1925 à 1929. Il forme un quatuor avec d'autres membres de l'orchestre : Szymon Goldberg, Arthur von Freymann, Herbert Ronnefeld et Kleber. La formation devenant officiellement le quatuor à cordes de l'Orchestre philharmonique de Dresde avec Szymon Goldberg, Joseph Lasek, Herbert Ronnefeld et Enrico Mainardi. Il se produit en concert également à Dresde, avec le pianiste Paul Aron (1928–30). En 1929, il accepte l'invitation de Wilhelm Furtwängler au même poste, mais à Berlin. Il y travaille jusque 1934. Durant ces années, il s'est aussi produit en formation de chambre, en concert et à la radio, avec Paul Hindemith à l'alto et Emanuel Feuermann au violoncelle,, ainsi qu'en tant que membre du quatuor de la Philharmonie de Berlin.
Au début du Troisième Reich Goldberg est obligé de quitter l'orchestre en 1934, malgré les tentatives de Furtwängler pour protéger les membres Juifs de l'orchestre. Il s'installe en Angleterre et effectue une tournée européenne, souvent avec la pianiste Lili Kraus et une première au Carnegie Hall de New York en 1938. Le duo laisse un mémorable enregistrement des sonates de Mozart, pour la maison de disques britannique Parlophone (1935–37). Pendant une tournée en Asie, Goldberg, Kraus et leur famille, sont internés à Java par les japonais, de 1942 à 1945. 
Il effectue un tournée en Australie de trois mois en 1946. Finalement, il s'installe aux États-Unis et est fait citoyen américain en 1953. De 1951 à 1965, il enseigne à l'Aspen Music School (Colorado), parallèlement à son activité de chef d'orchestre. En 1955, à Amsterdam, il fonde l'Orchestre de chambre néerlandais, qu'il dirige jusqu'en 1979 et avec lequel il se produit en tournées (second chef, David Zinman). Il mène parallèlement une carrière de chef invité et de 1977 à 1979, il est également le chef de la Manchester Camerata en Angleterre où il s'était fixé depuis 1969.
Il enseigne en master-classes à la Yale University de 1978 à 1982, à la Juilliard School de New York City de 1978 à 1980, au Curtis Institute of Music de Philadelphia de 1980 à 1981 et à la Manhattan School of Music de New York en 1981. Puis au Japon, il enseigne à l'école Toho Gakuen quelques années avant de diriger, de 1990 à sa mort, le New Japan Philharmonic à Tokyo.
Sa première épouse décède après une longue maladie dans les années 1980. En 1988, il se marie avec la pianiste japonaise, Miyoko Yamane (1938–2006), une ancienne élève de Rudolf Serkin et Rudolf Kolisch. Ils résident d'abord à Philadelphie (effectuant des voyages annuels au Japon) puis à partir de 1992, ils s'installent à Toyama au Japon,. Il meurt à Toyama en 1993, à l'âge de 84 ans.
Après avoir joué un Stradivarius, le « Liegnitz » (1711), jusqu'au début des années 1960, il jouait ensuite un violon de Giuseppe Guarneri (Guarneri del Gesù) de 1734, le « Baron Vitta », donné après sa mort (2006) à la Bibliothèque du Congrès

## Enregistrements
Szymon Goldberg laisse nombre d'enregistrement dont les plus célèbres sont les ensembles de sonates de Mozart et Beethoven avec Lili Kraus, captés pendant l'entre-deux guerres ainsi que des pièces de Mozart et Schubert avec Radu Lupu (avec qui il a formé un duo en concert) dans les années 1970. Le Philharmonique de Berlin a rendu hommage en 2014 à leur ancien konzertmeister. À l'occasion, un journal a écrit que dans la musique de Bach et de Mozart que Goldberg "a apporté un équilibre et une beauté de ton semblable à la perfection. En effet, il était le meilleur violoniste interprète de Mozart de son temps, avec la grâce féline essentielle pour les sonates pour violon, les concertos et la Sinfonia concertante » .